# 八王子町 (田原市)
八王子町（はちおうじちょう）は、愛知県田原市の地名。27の小字が設置されている。

## 地理
旧渥美町東部に位置する。

### 字一覧
字名は以下の通りである。
| - 扇ノ間（おうぎのま） - 大欠（おおがけ） - 大沢（おおさわ） - 大番場（おおばんば） - 川向（かわむこう） - 境塚（さかいづか） - 清水上（しみずうえ） - 清水原（しみずはら） - 新宮下（しんみやした） | - 椿沢（つばきざわ） - 坪沢（つぼさわ） - 中島（なかじま） - 中野島（なかのしま） - 中原（なかはら） - 原（はら） - 東原（ひがしはら） - 深沢（ふかさわ） - 馬越（まごえ） | - 丸山下（まるやました） - 道上（みちうえ） - 道下（みちした） - 南中原（みなみなかはら） - 宮下（みやした） - 向田（むかいだ） - 矢田刈（やたがり） - 山崎（やまざき） - 横山（よこやま） |

## 歴史

### 地名の由来
文徳天皇の皇子八条院が当地西方の台地に居を構えたことに由来するという。

### 沿革
- 江戸時代 - 三河国渥美郡の幕府領の八王子村として所在[7]。
- 寛永2年 - 旗本清水氏の知行地となる[7]。
- 寛永16年 - 再び幕府領となる[7]。
- 安永元年 - 遠江国相良藩領となる[7]。
- 天明2年 - 旗本本多氏の知行地となる[7]。
- 1889年（明治22年） - 合併に伴い、泉村大字八王子となる[7]。
- 1955年（昭和30年） - 合併に伴い、渥美町大字八王子となる[7]。

## 世帯数と人口
2015年（平成27年）10月1日現在の世帯数と人口は以下の通りである。
| 町丁     | 世帯数  | 人口  |
| -------- | ------- | ----- |
| 八王子町 | 145世帯 | 407人 |

### 人口の変遷
国勢調査による人口の推移
| 2005年（平成17年） | 438人 | [ 8 ] |  |
| 2010年（平成22年） | 433人 | [ 9 ] |  |
| 2015年（平成27年） | 407人 | [ 2 ] |  |

## 学区
市立小・中学校に通う場合、学区は以下の通りとなる。また、公立高等学校に通う場合の学区は以下の通りとなる。
| 番・番地等 | 小学校           | 中学校               | 高等学校 |
| ---------- | ---------------- | -------------------- | -------- |
| 全域       | 田原市立泉小学校 | 田原市立赤羽根中学校 | 三河学区 |

## 交通
愛知県道398号高松石神線と愛知県道419号赤羽根泉港線が通る。
- 豊鉄バス新江比間停留所[5]

## 施設
- 八幡社[5]
- 真宗大谷派誓眼寺[5]

## その他

### 日本郵便
- 郵便番号 : 441-3602[3]（集配局：渥美郵便局[12]）。